# 井上麻美子
井上麻美子（いのうえ まみこ、1986年6月20日 - ）は、日本の女優。東京都出身。血液型A型。

## 来歴・人物
東京学芸大学附属大泉中学校、慶應義塾女子高等学校卒業。慶應義塾大学法学部政治学科在学中に演技の魅力にとりつかれ、キャラメルボックス俳優教室3期生に合格。その後、本格的に演劇の世界へ引き込まれ、2006年、演劇集団キャラメルボックスに入団。以後、主に舞台女優として活躍している。

## 出演

### 舞台

#### 演劇集団キャラメルボックス
- 『サボテンの花』（2007年、原作：宮部みゆき、脚本・演出：成井豊）- 北沢百合香役
- 『トリツカレ男』（2007年、原作：いしいしんじ、脚本・演出：成井豊）- ビアンカ役
- 『ハックルベリーにさよならを』（2008年、作・演出：成井豊）- アベチカコ役
- 『僕の大好きなペリクリーズ』（2008年、原作：シェイクスピア、演出：白井直、成井豊）
- 『光の帝国』（2009年、原作：恩田陸、脚本・演出：成井豊、真柴あずき）
- 『さよならノーチラス号』（2009年、脚本・演出：成井豊）
- 『バイ・バイ・ブラックバード』（2010年、原作：脚本・演出：成井豊、真柴あずき）
- 『サンタクロースが歌ってくれた』（10days limited virsion）（2010年、脚本・演出：成井豊）- ゆきみ役
- 『水平線の歩き方』（2011年、脚本・演出：成井豊）
- 『銀河旋律』Blueキャスト　（2011年、脚本・演出：成井豊）
- 『ナツヤスミ語辞典』（2011年、脚本：成井豊　演出：中屋敷法仁（柿喰う客））
- 『飛ぶ教室』（2011年、原作：エーリッヒ・ケストナー、構成・演出：成井豊）

#### 他公演情報
- PocketSheepS第7回公演『せめて、またあの花が香るまで』（2010年、脚本・演出：太田友和）